# Anna (Illinois)
Pour les articles homonymes, voir Anna.
Anna est une ville du comté d'Union, dans l'Illinois, aux États-Unis. Elle comptait 5 136 habitants au recensement de 2000.